# Premier League 2008-2009
La Premier League 2008-2009 è stata la 110ª edizione della massima serie del campionato inglese di calcio, disputato tra il 16 agosto 2008 e il 24 maggio 2009 e concluso con la vittoria del Manchester Utd, al suo diciottesimo titolo, il terzo consecutivo.
Capocannoniere del torneo è stato Nicolas Anelka (Chelsea) con 19 reti.

## Stagione

### Novità
Al posto delle retrocesse Reading, Birmingham City e Derby County sono saliti dalla Championship il West Bromwich, lo Stoke City e, dopo i play-off, l'Hull City, alla sua prima apparizione nel torneo di massima serie.

### Avvenimenti
L'avvio del campionato vide il Chelsea e il Liverpool proseguire a braccetto fino alla quinta giornata, quando l'Arsenal balzò in testa alla classifica. Le due squadre ripresero subito il comando della classifica, proseguendo appaiate fino al big-match, giocato alla nona giornata. Vincendo con il minimo scarto i Reds posero fine alla striscia di imbattibilità interna dei rivali, che durava da 4 anni e mezzo, e presero il comando della classifica in solitaria, con tre punti di distacco sui rivali londinesi e sull'esordiente Hull City, rivelazione di inizio campionato. La prima sconfitta stagionale del Liverpool, maturata al turno successivo, permise al Chelsea di raggiungere nuovamente i Reds. Dopo sei turni il Liverpool riprese il comando solitario della classifica, concludendo il girone di andata con una lunghezza di vantaggio sul Chelsea e cinque su un rinnovato Aston Villa.
All'inizio del girone di ritorno il Liverpool consolidò il primato arrivando, alla seconda di ritorno, a +4 sul Chelsea e a +5 sull'Aston Villa e su un Manchester Utd in rimonta dopo un avvio incerto. Gli stessi Red Devils, nelle tre giornate successive, approfittarono di un calo della capolista, raggiungendola ed in seguito sorpassandola. Nei turni seguenti la nuova capolista fece il vuoto, arrivando ad un vantaggio di sette punti sul Liverpool. I Reds tentarono, a partire dalla trentesima giornata, di avvicinarsi alla vetta, vincendo anche lo scontro diretto di Old Trafford, ma lo sprint finale favorì il Manchester United che, totalizzando dieci punti nelle ultime quattro giornate, poté festeggiare con una giornata di anticipo il suo diciottesimo (eguagliando il record del Liverpool), nonché terzo titolo nazionale consecutivo.
In chiave europea, i verdetti per la Champions League furono favorevoli anche al Chelsea e all'Arsenal. Quest'ultima squadra si assicurò il quarto posto, ultimo utile per la qualificazione alla prima manifestazione continentale, con tre giornate di anticipo, grazie ad un vantaggio di dieci punti sull'Aston Villa, calato durante il girone di ritorno. Assieme ai Villans, approdarono in Europa League l'Everton che, già qualificatosi con due giornate di anticipo, raggiunse in fotofinish il quinto posto, e il Fulham, che si assicurò l'accesso in Europa all'ultima giornata a spese del Tottenham, sfavorito da un pessimo inizio di stagione (due punti in otto gare).
In zona salvezza, l'ottimo inizio di stagione fu favorevole all'Hull City, che all'ultima giornata poté assicurarsi la permanenza in Premier League, il tutto a svantaggio del Newcastle Utd (che ritornò in seconda divisione dopo sedici anni a causa della sconfitta per 1 a 0 con l'Aston Villa, subita con un'autorete) e del Middlesbrough, che accompagnarono in Football League Championship il West Bromwich, condannato con una giornata di anticipo.

## Squadre partecipanti
| Club            | Stagione | Città               | Stadio                     | Stagione precedente                                                |
| --------------- | -------- | ------------------- | -------------------------- | ------------------------------------------------------------------ |
| Arsenal         | dettagli | Londra              | Emirates Stadium           | 3º posto in FA Premier League                                      |
| Aston Villa     | dettagli | Birmingham          | Villa Park                 | 6º posto in FA Premier League                                      |
| Blackburn       | dettagli | Blackburn           | Ewood Park                 | 7º posto in FA Premier League                                      |
| Bolton          | dettagli | Bolton              | Reebok Stadium             | 16º posto in FA Premier League                                     |
| Chelsea         | dettagli | Londra              | Stamford Bridge            | 2º posto in FA Premier League                                      |
| Everton         | dettagli | Liverpool           | Goodison Park              | 5º posto in FA Premier League                                      |
| Fulham          | dettagli | Londra              | Craven Cottage             | 17º posto in FA Premier League                                     |
| Liverpool       | dettagli | Liverpool           | Anfield                    | 4º posto in FA Premier League                                      |
| Hull City       | dettagli | Kingston upon Hull  | KC Stadium                 | 3º posto in Football League Championship, promosso dopo i play-off |
| Manchester City | dettagli | Manchester          | City of Manchester Stadium | 9º posto in FA Premier League                                      |
| Manchester Utd  | dettagli | Manchester          | Old Trafford               | 1º posto in FA Premier League                                      |
| Middlesbrough   | dettagli | Middlesbrough       | Riverside Stadium          | 13º posto in FA Premier League                                     |
| Newcastle Utd   | dettagli | Newcastle upon Tyne | St James' Park             | 12º posto in FA Premier League                                     |
| Portsmouth      | dettagli | Portsmouth          | Fratton Park               | 8º posto in FA Premier League                                      |
| Sunderland      | dettagli | Sunderland          | Stadium of Light           | 15º posto in FA Premier League                                     |
| Stoke City      | dettagli | Stoke-on-Trent      | Britannia Stadium          | 2º posto in Football League Championship, promosso                 |
| Tottenham       | dettagli | Londra              | White Hart Lane            | 11º posto in FA Premier League                                     |
| West Bromwich   | dettagli | West Bromwich       | The Hawthorns              | 1º posto in Football League Championship, promosso                 |
| West Ham Utd    | dettagli | Londra              | Boleyn Ground              | 10º posto in FA Premier League                                     |
| Wigan           | dettagli | Wigan               | JJB Stadium                | 14º posto in FA Premier League                                     |

## Allenatori e primatisti
| Squadra         | Allenatore                                                                             | Calciatore più presente                                              | Capocannoniere                     |
| --------------- | -------------------------------------------------------------------------------------- | -------------------------------------------------------------------- | ---------------------------------- |
| Arsenal         | Arsène Wenger                                                                          | Denílson (37)                                                        | Robin van Persie (11)              |
| Aston Villa     | Martin O'Neill                                                                         | Gareth Barry, Brad Friedel (38)                                      | Gabriel Agbonlahor John Carew (11) |
| Blackburn       | Paul Ince (1ª-17ª) Sam Allardyce (18ª-38ª)                                             | Stephen Warnock (37)                                                 | Benni McCarthy (10)                |
| Bolton          | Gary Megson                                                                            | Kevin Davies, Jussi Jääskeläinen, Fabrice Muamba, Jlloyd Samuel (34) | Kevin Davies (11)                  |
| Chelsea         | Felipe Scolari (1ª-25ª) Guus Hiddink (26ª-38ª)                                         | Nicolas Anelka, Frank Lampard (37)                                   | Nicolas Anelka (19)                |
| Everton         | David Moyes                                                                            | Tim Howard (38)                                                      | Tim Cahill, Marouane Fellaini (8)  |
| Fulham          | Roy Hodgson                                                                            | Aaron Hughes, Danny Murphy, Mark Schwarzer (38)                      | Clint Dempsey, Andrew Johnson (7)  |
| Hull City       | Phil Brown                                                                             | Michael Thomas Turner (38)                                           | Geovanni (8)                       |
| Liverpool       | Rafael Benítez                                                                         | Jamie Carragher, Dirk Kuijt, José Manuel Reina (38)                  | Steven Gerrard (16)                |
| Manchester City | Mark Hughes                                                                            | Stephen Ireland (35)                                                 | Robinho (14)                       |
| Manchester Utd  | Alex Ferguson                                                                          | Nemanja Vidić (34)                                                   | Cristiano Ronaldo (18)             |
| Middlesbrough   | Gareth Southgate                                                                       | Stewart Downing (37)                                                 | Tuncay Şanlı (7)                   |
| Newcastle Utd   | Kevin Keegan (1ª-3ª) Chris Hughton (4ª-6ª) Joe Kinnear (7ª-30ª) Alan Shearer (31ª-38ª) | Fabricio Coloccini (34)                                              | Obafemi Martins, Michael Owen (8)  |
| Portsmouth      | Harry Redknapp (1ª-8ª) Joe Jordan (9ª) Tony Adams (10ª-25ª) Paul Hart (26ª-38ª)        | Peter Crouch, Sylvain Distin (38)                                    | Peter Crouch (10)                  |
| Stoke City      | Tony Pulis                                                                             | Abdoulaye Diagne-Faye, Thomas Sørensen (36)                          | Ricardo Fuller (11)                |
| Sunderland      | Roy Keane (1ª-15ª) Ricky Sbragia (16ª-38ª)                                             | Steed Malbranque (36)                                                | Djibril Cissé, Kenwyne Jones (10)  |
| Tottenham       | Juande Ramos (1ª-8ª) Clive Allen (9ª) Harry Redknapp (10ª-38ª)                         | Aaron Lennon (35)                                                    | Darren Bent (12)                   |
| West Bromwich   | Tony Mowbray                                                                           | Scott Carson, Robert Koren, Paul Robinson (35)                       | Chris Brunt (9)                    |
| West Ham Utd    | Alan Curbishley (1ª-3ª) Gianfranco Zola (4ª-38ª)                                       | Robert Green (38)                                                    | Carlton Cole (10)                  |
| Wigan           | Steve Bruce                                                                            | Maynor Figueroa (38)                                                 | Amr Zaki (10)                      |

## Classifica finale
|        | Pos. | Squadra         | Pt | G  | V  | N  | P  | GF | GS | DR  |
| ------ | ---- | --------------- | -- | -- | -- | -- | -- | -- | -- | --- |
|        | 1.   | Manchester Utd  | 90 | 38 | 28 | 6  | 4  | 68 | 24 | +44 |
|        | 2.   | Liverpool       | 86 | 38 | 25 | 11 | 2  | 77 | 27 | +50 |
|        | 3.   | Chelsea         | 83 | 38 | 25 | 8  | 5  | 68 | 24 | +44 |
|        | 4.   | Arsenal         | 72 | 38 | 20 | 12 | 6  | 68 | 37 | +31 |
| [ 20 ] | 5.   | Everton         | 63 | 38 | 17 | 12 | 9  | 55 | 37 | +18 |
|        | 6.   | Aston Villa     | 62 | 38 | 17 | 11 | 10 | 54 | 48 | +6  |
|        | 7.   | Fulham          | 53 | 38 | 14 | 11 | 13 | 39 | 34 | +5  |
|        | 8.   | Tottenham       | 51 | 38 | 14 | 9  | 15 | 45 | 45 | 0   |
|        | 9.   | West Ham Utd    | 51 | 38 | 14 | 9  | 15 | 42 | 45 | -3  |
|        | 10.  | Manchester City | 50 | 38 | 15 | 5  | 18 | 58 | 50 | +8  |
|        | 11.  | Wigan           | 45 | 38 | 12 | 9  | 17 | 34 | 45 | -11 |
|        | 12.  | Stoke City      | 45 | 38 | 12 | 9  | 17 | 38 | 55 | -17 |
|        | 13.  | Bolton          | 41 | 38 | 11 | 8  | 19 | 41 | 53 | -12 |
|        | 14.  | Portsmouth      | 41 | 38 | 10 | 11 | 17 | 38 | 57 | -19 |
|        | 15.  | Blackburn       | 41 | 38 | 10 | 11 | 17 | 40 | 60 | -20 |
|        | 16.  | Sunderland      | 36 | 38 | 9  | 9  | 20 | 34 | 54 | -20 |
|        | 17.  | Hull City       | 35 | 38 | 8  | 11 | 19 | 39 | 64 | -25 |
|        | 18.  | Newcastle Utd   | 34 | 38 | 7  | 13 | 18 | 40 | 59 | -19 |
|        | 19.  | Middlesbrough   | 32 | 38 | 7  | 11 | 20 | 28 | 57 | -29 |
|        | 20.  | West Bromwich   | 32 | 38 | 8  | 8  | 22 | 36 | 67 | -31 |

Legenda:
      Campione d'Inghilterra e qualificata alla fase a gironi della UEFA Champions League 2009-2010.
      Qualificata alla fase a gironi della UEFA Champions League 2009-2010.
      Qualificate al terzo turno preliminare della UEFA Champions League 2009-2010.
      Qualificate ai play-off di UEFA Europa League 2009-2010.
      Qualificata al terzo turno preliminare di UEFA Europa League 2009-2010.
      Retrocesse in Football League Championship 2009-2010.
Regolamento:
Tre punti a vittoria, uno a pareggio, zero a sconfitta.
A parità di punti le squadre vengono classificate secondo la differenza reti.

### Squadra campione
| Formazione tipo | Giocatori (presenze)      |
| --- | ------------------------- |
| van der Sar O'Shea Vidić Ferdinand Evra C. Ronaldo Carrick Fletcher Park J.S. Berbatov Rooney | Edwin van der Sar (33)    |
| van der Sar O'Shea Vidić Ferdinand Evra C. Ronaldo Carrick Fletcher Park J.S. Berbatov Rooney | John O'Shea (30)          |
| van der Sar O'Shea Vidić Ferdinand Evra C. Ronaldo Carrick Fletcher Park J.S. Berbatov Rooney | Nemanja Vidić (34)        |
| van der Sar O'Shea Vidić Ferdinand Evra C. Ronaldo Carrick Fletcher Park J.S. Berbatov Rooney | Rio Ferdinand (24)        |
| van der Sar O'Shea Vidić Ferdinand Evra C. Ronaldo Carrick Fletcher Park J.S. Berbatov Rooney | Patrice Evra (28)         |
| van der Sar O'Shea Vidić Ferdinand Evra C. Ronaldo Carrick Fletcher Park J.S. Berbatov Rooney | Cristiano Ronaldo (33)    |
| van der Sar O'Shea Vidić Ferdinand Evra C. Ronaldo Carrick Fletcher Park J.S. Berbatov Rooney | Michael Carrick (28)      |
| van der Sar O'Shea Vidić Ferdinand Evra C. Ronaldo Carrick Fletcher Park J.S. Berbatov Rooney | Darren Fletcher (26)      |
| van der Sar O'Shea Vidić Ferdinand Evra C. Ronaldo Carrick Fletcher Park J.S. Berbatov Rooney | Park Ji-sung (25)         |
| van der Sar O'Shea Vidić Ferdinand Evra C. Ronaldo Carrick Fletcher Park J.S. Berbatov Rooney | Wayne Rooney (30)         |
| van der Sar O'Shea Vidić Ferdinand Evra C. Ronaldo Carrick Fletcher Park J.S. Berbatov Rooney | Dimităr Berbatov (31)     |
| van der Sar O'Shea Vidić Ferdinand Evra C. Ronaldo Carrick Fletcher Park J.S. Berbatov Rooney | Allenatore: Alex Ferguson |
| Altri giocatori: Carlos Tévez (29), Ryan Giggs (28), Paul Scholes (21), Anderson (17), Jonny Evans (17), Gary Neville (16), Rafael (16), Nani (13), Wes Brown (8), Tomasz Kuszczak (4), Federico Macheda (4), Darron Gibson (3), Rodrigo Possebon (3), Danny Welbeck (3), Richard Eckersley (2), Owen Hargreaves (2), Zoran Tošić (2), Fraizer Campbell (1), Ritchie De Laet (1), Manucho (1), Lee Martin (1). |                           |

## Risultati

### Tabellone
|                 | Ars  | Ast  | Bla  | Bol  | Che  | Eve  | Ful  | Hul  | Liv  | MnC  | MnU  | Mid  | New  | Pot  | Stk  | Sun  | Tot  | WBA  | WHU  | Wig  |
| --------------- | ---- | ---- | ---- | ---- | ---- | ---- | ---- | ---- | ---- | ---- | ---- | ---- | ---- | ---- | ---- | ---- | ---- | ---- | ---- | ---- |
| Arsenal         | –––– | 0-2  | 4-0  | 1-0  | 1-4  | 3-1  | 0-0  | 1-2  | 1-1  | 2-0  | 2-1  | 2-0  | 3-0  | 1-0  | 4-1  | 0-0  | 4-4  | 1-0  | 0-0  | 1-0  |
| Aston Villa     | 2-2  | –––– | 3-2  | 4-2  | 0-1  | 3-3  | 0-0  | 1-0  | 0-0  | 4-2  | 0-0  | 1-2  | 1-0  | 0-0  | 2-2  | 2-1  | 1-2  | 2-1  | 1-1  | 0-0  |
| Blackburn       | 0-4  | 0-2  | –––– | 2-2  | 0-2  | 0-0  | 1-0  | 1-1  | 1-3  | 2-2  | 0-2  | 1-1  | 3-0  | 2-0  | 3-0  | 1-2  | 2-1  | 0-0  | 1-1  | 2-0  |
| Bolton          | 1-3  | 1-1  | 0-0  | –––– | 0-2  | 0-1  | 1-3  | 1-1  | 0-2  | 2-0  | 0-1  | 4-1  | 1-0  | 2-1  | 3-1  | 0-0  | 3-2  | 0-0  | 2-1  | 0-1  |
| Chelsea         | 1-2  | 2-0  | 2-0  | 4-3  | –––– | 0-0  | 3-1  | 0-0  | 0-1  | 1-0  | 1-1  | 2-0  | 0-0  | 4-0  | 2-1  | 5-0  | 1-1  | 2-0  | 1-1  | 2-1  |
| Everton         | 1-1  | 2-3  | 2-3  | 3-0  | 0-0  | –––– | 1-0  | 2-0  | 0-2  | 1-2  | 1-1  | 1-1  | 2-2  | 0-3  | 3-1  | 3-0  | 0-0  | 2-0  | 3-1  | 4-0  |
| Fulham          | 1-0  | 3-1  | 1-2  | 2-1  | 2-2  | 0-2  | –––– | 0-1  | 0-1  | 1-1  | 2-0  | 3-0  | 2-1  | 3-1  | 1-0  | 0-0  | 2-1  | 2-0  | 1-2  | 2-0  |
| Hull City       | 1-3  | 0-1  | 1-2  | 0-1  | 0-3  | 2-2  | 2-1  | –––– | 1-3  | 2-2  | 0-1  | 2-1  | 1-1  | 0-0  | 1-2  | 1-4  | 1-2  | 2-2  | 1-0  | 0-5  |
| Liverpool       | 4-4  | 5-0  | 4-0  | 3-0  | 2-0  | 1-1  | 0-0  | 2-2  | –––– | 1-1  | 2-1  | 2-1  | 3-0  | 1-0  | 0-0  | 2-0  | 3-1  | 3-0  | 0-0  | 3-2  |
| Manchester City | 3-0  | 2-0  | 3-1  | 1-0  | 1-3  | 0-1  | 1-3  | 5-1  | 2-3  | –––– | 0-1  | 1-0  | 2-1  | 6-0  | 3-0  | 1-0  | 1-2  | 4-2  | 3-0  | 1-0  |
| Manchester Utd  | 0-0  | 3-2  | 2-1  | 2-0  | 3-0  | 1-0  | 3-0  | 4-3  | 1-4  | 2-0  | –––– | 1-0  | 1-1  | 2-0  | 5-0  | 1-0  | 5-2  | 4-0  | 2-0  | 1-0  |
| Middlesbrough   | 1-1  | 1-1  | 0-0  | 1-3  | 0-5  | 0-1  | 0-0  | 3-1  | 2-0  | 2-0  | 0-2  | –––– | 0-0  | 1-1  | 2-1  | 1-1  | 2-1  | 0-1  | 1-1  | 0-0  |
| Newcastle Urd   | 1-3  | 2-0  | 1-2  | 1-0  | 0-2  | 0-0  | 0-1  | 1-2  | 1-5  | 2-2  | 1-2  | 3-1  | –––– | 0-0  | 2-2  | 1-1  | 2-1  | 2-1  | 2-2  | 2-2  |
| Portsmouth      | 0-3  | 0-1  | 3-2  | 1-0  | 0-1  | 2-1  | 1-1  | 2-2  | 2-3  | 2-0  | 0-1  | 2-1  | 0-3  | –––– | 2-1  | 3-1  | 2-0  | 2-2  | 1-4  | 1-2  |
| Stoke City      | 2-1  | 3-2  | 1-0  | 2-0  | 0-2  | 2-3  | 0-0  | 1-1  | 0-0  | 1-0  | 0-1  | 1-0  | 1-1  | 2-2  | –––– | 1-0  | 2-1  | 1-0  | 0-1  | 2-0  |
| Sunderland      | 1-1  | 1-2  | 0-0  | 1-4  | 2-3  | 0-2  | 1-0  | 1-0  | 0-1  | 0-3  | 1-2  | 2-0  | 2-1  | 1-2  | 2-0  | –––– | 1-1  | 4-0  | 0-1  | 1-2  |
| Tottenham       | 0-0  | 1-2  | 1-0  | 2-0  | 1-0  | 0-1  | 0-0  | 0-1  | 2-1  | 2-1  | 0-0  | 4-0  | 1-0  | 1-1  | 3-1  | 1-2  | –––– | 1-0  | 1-0  | 0-0  |
| West Bromwich   | 1-3  | 1-2  | 2-2  | 1-1  | 0-3  | 1-2  | 1-0  | 0-3  | 0-2  | 2-1  | 0-5  | 3-0  | 2-3  | 1-1  | 0-2  | 3-0  | 2-0  | –––– | 3-2  | 3-1  |
| West Ham Utd    | 0-2  | 0-1  | 4-1  | 1-3  | 0-1  | 1-3  | 3-1  | 2-0  | 0-3  | 1-0  | 0-1  | 2-1  | 3-1  | 0-0  | 2-1  | 2-0  | 0-2  | 0-0  | –––– | 2-1  |
| Wigan           | 1-4  | 0-4  | 3-0  | 0-0  | 0-1  | 1-0  | 0-0  | 1-0  | 1-1  | 2-1  | 1-2  | 0-1  | 2-1  | 1-0  | 0-0  | 1-1  | 1-0  | 2-1  | 0-1  | –––– |

## Statistiche

### Capoliste solitarie
|    | —— | —— | —— | ——  | —— | —— | —— | ——  | ——  | ——  | ——  | ——  | ——  | ——        | ——        | ——        | ——        | ——        | ——        | ——  | ——             | ——             | ——             | ——             | ——             | ——             | ——             | ——             | ——             | ——             | ——             | ——             | ——             | ——             | ——             | ——             | ——             | —— |  |
|    |    |    |    | Ars |    |    |    | Liv |     |     |     |     |     | Liverpool | Liverpool | Liverpool | Liverpool | Liverpool | Liverpool |     | Manchester Utd | Manchester Utd | Manchester Utd | Manchester Utd | Manchester Utd | Manchester Utd | Manchester Utd | Manchester Utd | Manchester Utd | Manchester Utd | Manchester Utd | Manchester Utd | Manchester Utd | Manchester Utd | Manchester Utd | Manchester Utd | Manchester Utd |    |  |
|    |    |    |    |     |    |    |    |     |     |     |     |     |     |           |           |           |           |           |           |     |                |                |                |                |                |                |                |                |                |                |                |                |                |                |                |                |                |    |  |
|    |    |    |    |     |    |    |    |     |     |     |     |     |     |           |           |           |           |           |           |     |                |                |                |                |                |                |                |                |                |                |                |                |                |                |                |                |                |    |  |
| 1ª | 2ª | 3ª | 4ª | 5ª  | 6ª | 7ª | 8ª | 9ª  | 10ª | 11ª | 12ª | 13ª | 14ª | 15ª       | 16ª       | 17ª       | 18ª       | 19ª       | 20ª       | 21ª | 22ª            | 23ª            | 24ª            | 25ª            | 26ª            | 27ª            | 28ª            | 29ª            | 30ª            | 31ª            | 32ª            | 33ª            | 34ª            | 35ª            | 36ª            | 37ª            | 38ª            |    |  |

#### Primati stagionali
Squadre
- Maggior numero di vittorie: Manchester Utd (28)
- Minor numero di sconfitte: Liverpool (2)
- Miglior attacco: Liverpool (77 gol segnati)
- Miglior difesa: Manchester Utd e  Chelsea (24 gol subiti)
- Miglior differenza reti: Liverpool (+50)
- Maggior numero di pareggi: Newcastle (13)
- Minor numero di pareggi: Manchester City (5)
- Minor numero di vittorie: Newcastle e Middlesbrough (7)
- Maggior numero di sconfitte: West Bromwich (22)
- Peggior attacco: Middlesbrough (28 gol segnati)
- Peggior difesa: West Bromwich (67 gol subiti)
- Peggior differenza reti: West Bromwich (-31)

Partite
- Partita gol (8):

Arsenal - Tottenham 4-4
Liverpool - Arsenal 4-4 (8)
- Maggiore scarto di gol: Manchester City-Portsmouth 6-0

### Individuali

#### Classifica marcatori
Fonte:
| Gol | Rigori |  | Giocatore          | Squadra                      |
| --- | ------ |  | ------------------ | ---------------------------- |
| 19  |        |  | Nicolas Anelka     | Chelsea                      |
| 18  | 4      |  | Cristiano Ronaldo  | Manchester Utd               |
| 16  | 4      |  | Steven Gerrard     | Liverpool                    |
| 14  |        |  | Fernando Torres    | Liverpool                    |
| 14  | 1      |  | Robinho            | Manchester City              |
| 12  |        |  | Dirk Kuyt          | Liverpool                    |
| 12  | 1      |  | Darren Bent        | Tottenham                    |
| 12  | 2      |  | Frank Lampard      | Chelsea                      |
| 12  |        |  | Wayne Rooney       | Manchester Utd               |
| 11  |        |  | Gabriel Agbonlahor | Aston Villa                  |
| 11  |        |  | John Carew         | Aston Villa                  |
| 11  |        |  | Kevin Davies       | Bolton                       |
| 11  | 2      |  | Jermaine Defoe     | Portsmouth (8) Tottenham (3) |
| 11  | 2      |  | Robin van Persie   | Arsenal                      |
| 11  | 2      |  | Ricardo Fuller     | Stoke City                   |